# كريس مايلز
كريس مايلز (بالإنجليزية: Chris Miles)‏ هو سياسي أسترالي، ولد في 21 أغسطس 1947 في أستراليا. حزبياً، نشط في الحزب الليبرالي الأسترالي. وقد انتخب عضو مجلس النواب الأسترالي عن دائرة Division of Braddon ‏ (1 ديسمبر 1984 – 3 أكتوبر 1998).